# 5-amminolevulinato deidratasi
La 5-amminolevulinato deidratasi (porfobilinogeno sintasi) è un enzima citosolico che catalizza la reazione tra due molecole di acido 5-aminolevulinico per formare porfobilinogeno, il che rappresenta la seconda tappa del processo biosintetico dell'eme. È una proteina con peso di 280 KDa costituita da otto subunità, di cui quattro interagiscono con l'acido 5-aminolevulinico. L'ALA deidratasi è un enzima zinco-dipendente. È inibito da molti metalli pesanti e particolarmente dal piombo, ed infatti, in caso di avvelenamento da piombo, l'acido 5-aminolevulinico si accumula nell'organismo senza essere trasformato in porfobilinogeno proprio a causa dell'inibizione di questo enzima.